# Collegio di Torfaen
Torfaen è un collegio elettorale gallese rappresentato alla Camera dei comuni del Parlamento del Regno Unito. Elegge un membro del parlamento con il sistema maggioritario a turno unico; l'attuale parlamentare è Nick Thomas-Symonds del Partito Laburista, che rappresenta il collegio dal 2015.

## Estensione
Il collegio è costituito dai seguenti ward del distretto di contea di Torfaen: Abersychan, Blaenavon, Coed Eva, Croesyceiliog, Croesyceiliog, Fairwater, Greenmeadow, Llanfrechfa and Ponthir, Llantarnam, Llanyrafon, New Inn, Panteg, Pontnewydd, Pontnewynydd and Snatchwood, Pontypool Fawr, St Dials, Trevethin and Penygarn, Two Locks e Upper Cwmbran.

## Membri del parlamento
| Elezione | Elezione            | Deputato | Partito   |
| -------- | ------------------- | -------- | --------- |
|          | 1983                | Leo Abse | Laburista |
| 1987     | Paul Murphy         |          | Laburista |
| 2015     | Nick Thomas-Symonds |          | Laburista |

## Elezioni

### Elezioni negli anni 2020
| Partito                    | Partito                                | Candidato                  | Risultati 4 luglio 2024 | Risultati 4 luglio 2024 |
| Partito                    | Partito                                | Candidato                  | Voti                    | %                       |
| -------------------------- | -------------------------------------- | -------------------------- | ----------------------- | ----------------------- |
|                            | Laburista                              | Nick Thomas-Symonds        | 15 176                  | 42,50                   |
|                            | Reform UK                              | Ian Williams               | 7 854                   | 22,00                   |
|                            | Conservatore                           | Nathan Edmunds             | 5 737                   | 16,07                   |
|                            | Plaid Cymru                            | Matthew Jones              | 2 571                   | 7,20                    |
|                            | Verdi                                  | Philip Davies              | 1 705                   | 4,78                    |
|                            | Lib Dem                                | Brendan Roberts            | 1 644                   | 4,60                    |
|                            | Indipendente                           | Lee Dunning                | 881                     | 2,47                    |
|                            | Heritage                               | Nikki Brooke               | 137                     | 0,38                    |
|                            |                                        |                            |                         |                         |
| Iscritti                   | Iscritti                               | Iscritti                   | 71 738                  | 100,00                  |
| ↳ Votanti (% su iscritti)  | ↳ Votanti (% su iscritti)              | ↳ Votanti (% su iscritti)  | 35 705                  | 49,77                   |
| ↳ Astenuti (% su iscritti) | ↳ Astenuti (% su iscritti)             | ↳ Astenuti (% su iscritti) | 36 033                  | 50,23                   |
|                            |                                        |                            |                         |                         |
|                            | Esito: collegio confermato a Laburista |                            |                         |                         |

### Elezioni negli anni 2010
| Partito                    | Partito                                | Candidato                  | Risultati 12 dicembre 2019 | Risultati 12 dicembre 2019 |
| Partito                    | Partito                                | Candidato                  | Voti                       | %                          |
| -------------------------- | -------------------------------------- | -------------------------- | -------------------------- | -------------------------- |
|                            | Laburista                              | Nick Thomas-Symonds        | 15 546                     | 41,82                      |
|                            | Conservatore                           | Graham Smith               | 11 804                     | 31,75                      |
|                            | Brexit                                 | David Thomas               | 5 742                      | 15,45                      |
|                            | Lib Dem                                | John Miller                | 1 831                      | 4,93                       |
|                            | Plaid Cymru                            | Morgan Bowler-Brown        | 1 441                      | 3,88                       |
|                            | Verdi                                  | Andrew Heygate-Browne      | 812                        | 2,18                       |
|                            |                                        |                            |                            |                            |
| Iscritti                   | Iscritti                               | Iscritti                   | 61 743                     | 100,00                     |
| ↳ Votanti (% su iscritti)  | ↳ Votanti (% su iscritti)              | ↳ Votanti (% su iscritti)  | 37 176                     | 60,21                      |
| ↳ Astenuti (% su iscritti) | ↳ Astenuti (% su iscritti)             | ↳ Astenuti (% su iscritti) | 24 567                     | 39,79                      |
|                            |                                        |                            |                            |                            |
|                            | Esito: collegio confermato a Laburista |                            |                            |                            |

| Partito                    | Partito                                | Candidato                  | Risultati 8 giugno 2017 | Risultati 8 giugno 2017 |
| Partito                    | Partito                                | Candidato                  | Voti                    | %                       |
| -------------------------- | -------------------------------------- | -------------------------- | ----------------------- | ----------------------- |
|                            | Laburista                              | Nick Thomas-Symonds        | 22 134                  | 57,60                   |
|                            | Conservatore                           | Graham Smith               | 11 894                  | 30,95                   |
|                            | Plaid Cymru                            | Jeff Rees                  | 2 059                   | 5,36                    |
|                            | UKIP                                   | Ian Williams               | 1 490                   | 3,88                    |
|                            | Lib Dem                                | Andrew Best                | 852                     | 2,22                    |
|                            |                                        |                            |                         |                         |
| Iscritti                   | Iscritti                               | Iscritti                   | 61 887                  | 100,00                  |
| ↳ Votanti (% su iscritti)  | ↳ Votanti (% su iscritti)              | ↳ Votanti (% su iscritti)  | 38 494                  | 62,20                   |
| ↳ Astenuti (% su iscritti) | ↳ Astenuti (% su iscritti)             | ↳ Astenuti (% su iscritti) | 23 393                  | 37,80                   |
|                            |                                        |                            |                         |                         |
|                            | Esito: collegio confermato a Laburista |                            |                         |                         |

| Partito                    | Partito                                | Candidato                  | Risultati 7 maggio 2015 | Risultati 7 maggio 2015 |
| Partito                    | Partito                                | Candidato                  | Voti                    | %                       |
| -------------------------- | -------------------------------------- | -------------------------- | ----------------------- | ----------------------- |
|                            | Laburista                              | Nick Thomas-Symonds        | 16 938                  | 44,65                   |
|                            | Conservatore                           | Graham Smith               | 8 769                   | 23,11                   |
|                            | UKIP                                   | Ken Beswick                | 7 203                   | 18,99                   |
|                            | Plaid Cymru                            | Boydd Hackley-Green        | 2 169                   | 5,72                    |
|                            | Lib Dem                                | Alison Willott             | 1 271                   | 3,35                    |
|                            | Verdi                                  | Matt Cooke                 | 746                     | 1,97                    |
|                            | Laburista Socialista                   | John Cox                   | 697                     | 1,84                    |
|                            | Comunista                              | Mark Griffiths             | 144                     | 0,38                    |
|                            |                                        |                            |                         |                         |
| Iscritti                   | Iscritti                               | Iscritti                   | 61 887                  | 100,00                  |
| ↳ Votanti (% su iscritti)  | ↳ Votanti (% su iscritti)              | ↳ Votanti (% su iscritti)  | 37 937                  | 61,30                   |
| ↳ Astenuti (% su iscritti) | ↳ Astenuti (% su iscritti)             | ↳ Astenuti (% su iscritti) | 23 950                  | 38,70                   |
|                            |                                        |                            |                         |                         |
|                            | Esito: collegio confermato a Laburista |                            |                         |                         |

| Partito                    | Partito                                | Candidato                  | Risultati 6 maggio 2010 | Risultati 6 maggio 2010 |
| Partito                    | Partito                                | Candidato                  | Voti                    | %                       |
| -------------------------- | -------------------------------------- | -------------------------- | ----------------------- | ----------------------- |
|                            | Laburista                              | Paul Murphy                | 16 847                  | 44,76                   |
|                            | Conservatore                           | Jonathan H. Burns          | 7 541                   | 20,03                   |
|                            | Lib Dem                                | David P. Morgan            | 6 264                   | 16,64                   |
|                            | Plaid Cymru                            | Rhys G. ab Elis            | 2 005                   | 5,33                    |
|                            | BNP                                    | Jennifer Noble             | 1 657                   | 4,40                    |
|                            | Indipendente                           | Fred Wildgust              | 1 419                   | 3,77                    |
|                            | UKIP                                   | Gareth Dunn                | 862                     | 2,29                    |
|                            | Indipendente                           | Richard Turner-Thomas      | 607                     | 1,61                    |
|                            | Verdi                                  | Owen Clarke                | 438                     | 1,16                    |
|                            |                                        |                            |                         |                         |
| Iscritti                   | Iscritti                               | Iscritti                   | 61 203                  | 100,00                  |
| ↳ Votanti (% su iscritti)  | ↳ Votanti (% su iscritti)              | ↳ Votanti (% su iscritti)  | 37 640                  | 61,50                   |
| ↳ Astenuti (% su iscritti) | ↳ Astenuti (% su iscritti)             | ↳ Astenuti (% su iscritti) | 23 563                  | 38,50                   |
|                            |                                        |                            |                         |                         |
|                            | Esito: collegio confermato a Laburista |                            |                         |                         |

### Elezioni negli anni 2000
| Partito                    | Partito                                | Candidato                  | Risultati 5 maggio 2005 | Risultati 5 maggio 2005 |
| Partito                    | Partito                                | Candidato                  | Voti                    | %                       |
| -------------------------- | -------------------------------------- | -------------------------- | ----------------------- | ----------------------- |
|                            | Laburista                              | Paul Murphy                | 20 472                  | 56,92                   |
|                            | Conservatore                           | Nick Ramsay                | 5 671                   | 15,77                   |
|                            | Lib Dem                                | Veronica Watkins           | 5 678                   | 15,79                   |
|                            | Plaid Cymru                            | Aneurin Preece             | 2 242                   | 6,23                    |
|                            | UKIP                                   | David Rowlands             | 1 145                   | 3,18                    |
|                            | Indipendente                           | Richard Turner-Thomas      | 761                     | 2,12                    |
|                            |                                        |                            |                         |                         |
| Iscritti                   | Iscritti                               | Iscritti                   | 60 672                  | 100,00                  |
| ↳ Votanti (% su iscritti)  | ↳ Votanti (% su iscritti)              | ↳ Votanti (% su iscritti)  | 35 979                  | 59,30                   |
| ↳ Astenuti (% su iscritti) | ↳ Astenuti (% su iscritti)             | ↳ Astenuti (% su iscritti) | 24 693                  | 40,70                   |
|                            |                                        |                            |                         |                         |
|                            | Esito: collegio confermato a Laburista |                            |                         |                         |

| Partito                    | Partito                                | Candidato                  | Risultati 7 giugno 2001 | Risultati 7 giugno 2001 |
| Partito                    | Partito                                | Candidato                  | Voti                    | %                       |
| -------------------------- | -------------------------------------- | -------------------------- | ----------------------- | ----------------------- |
|                            | Laburista                              | Paul Murphy                | 21 883                  | 62,09                   |
|                            | Conservatore                           | Jason Evans                | 5 603                   | 15,90                   |
|                            | Lib Dem                                | Alan Masters               | 3 936                   | 11,17                   |
|                            | Plaid Cymru                            | Stephen Smith              | 2 720                   | 7,72                    |
|                            | UKIP                                   | Brenda Vipass              | 657                     | 1,86                    |
|                            | Alleanza Socialista                    | Stephen Bell               | 443                     | 1,26                    |
|                            |                                        |                            |                         |                         |
| Iscritti                   | Iscritti                               | Iscritti                   | 61 077                  | 100,00                  |
| ↳ Votanti (% su iscritti)  | ↳ Votanti (% su iscritti)              | ↳ Votanti (% su iscritti)  | 35 242                  | 57,70                   |
| ↳ Astenuti (% su iscritti) | ↳ Astenuti (% su iscritti)             | ↳ Astenuti (% su iscritti) | 25 835                  | 42,30                   |
|                            |                                        |                            |                         |                         |
|                            | Esito: collegio confermato a Laburista |                            |                         |                         |

## Risultati dei referendum

### Referendum sulla permanenza del Regno Unito nell'Unione europea del 2016
|             | Collegio | Lasciare UE % | Rimanere in UE % |
| ----------- | -------- | ------------- | ---------------- |
|             | Torfaen  | 60,9%         | 39,2%            |
| Galles      | 52,5%    | 47,5%         |                  |
| Regno Unito | 51,9%    | 48,1%         |                  |